# Kalev Kukk
Kalev Kukk (* 3. Juni 1951 in Tallinn) ist ein estnischer Ökonom und Politiker.

## Ausbildung
Kalev Kukk schloss 1969 die Schule in Tallinn ab. Bis 1974 studierte er Wirtschaftsgeographie an der Fakultät für Biologie und Geographie der Staatlichen Universität Tartu. 1980 verteidigte er seine Promotion im Fach Wirtschaftswissenschaften am Institut für Ökonomie der Akademie der Wissenschaften der Estnischen SSR. Von 1973 bis 1990 war Kukk am selben Institut als Wissenschaftler tätig.

## Wirtschaftsdenker
Ab 1988 übte Kukk in der Endphase der Sowjetunion und mit der Wiedererlangung der estnischen Unabhängigkeit entscheidenden Einfluss auf die Wirtschaftspolitik des neuen, demokratischen Estlands aus. Er war dabei stark vom deutschen Ordoliberalismus (Ludwig Erhard, Walter Eucken) geprägt. Von 1990 bis 1992 war Kukk Wirtschaftsberater der estnischen Regierung, anschließend kurzzeitig Mitarbeiter der Estnischen Staatsbank (Eesti Pank). Kukk gilt als einer der Vordenker der estnischen Währungsreform von 1992 und der Einführung der Estnischen Krone.

## Politiker
Mit Wiedererlangung der estnischen Unabhängigkeit engagierte sich Kalev Kukk auch parteipolitisch. Er schloss sich zunächst der Estnischen Zentrumspartei (Eesti Keskerakond) an, dann 1994 der liberalen Estnischen Reformpartei (Eesti Reformierakond). Von 1992 bis 2007 gehörte Kukk als Abgeordneter dem estnischen Parlament (Riigikogu) in vier Legislaturperioden an. Von November 1995 bis November 1996 war Kukk Verkehrs- und Infrastrukturminister der Republik Estland in der Koalitionsregierung von Ministerpräsident Tiit Vähi.
Von 2005 bis 2014 war Kalev Kukk wirtschaftspolitischer Berater des estnischen Ministerpräsidenten Andrus Ansip. Ab 2009 unterrichtete er an der Universität Tallinn Humangeographie. Er gehörte daneben dem Rat der Eesti Pank an.
Bei der Parlamentswahl 2015 bemühte sich Kukk erneut um ein Abgeordnetenmandat, verpasste aber den Wiedereinzug in den Riigikogu.

## Veröffentlichungen
Kalev Kukk hat über 600 Veröffentlichungen vorgelegt. Daneben hat er politische Literatur aus dem Deutschen ins Estnische übersetzt, unter anderem Ludwig Erhards Wohlstand für Alle und Ludwig von Mises’ Liberalismus.